# Malcolm Armstead
Malcolm Armstead (n. 1 august 1989, Florence⁠(d), Alabama, SUA) este un baschetbalist care joacă în clubul KB Peja și în echipa națională de baschet a Kosovo. Acesta are triplă cetățenie: SUA, Kosovo și România. În trecut, a jucat și în echipa națională de baschet masculin a României.